# Waiau (Southland)
Pour les articles homonymes, voir Waiau.
Waiau (anglais : Waiau River (Southland)) est le nom de trois cours d'eau de la Nouvelle-Zélande. Le plus austral et plus long de ceux-ci est celui situé au sud de la région de Southland, dans l'île du Sud. 

## Géographie

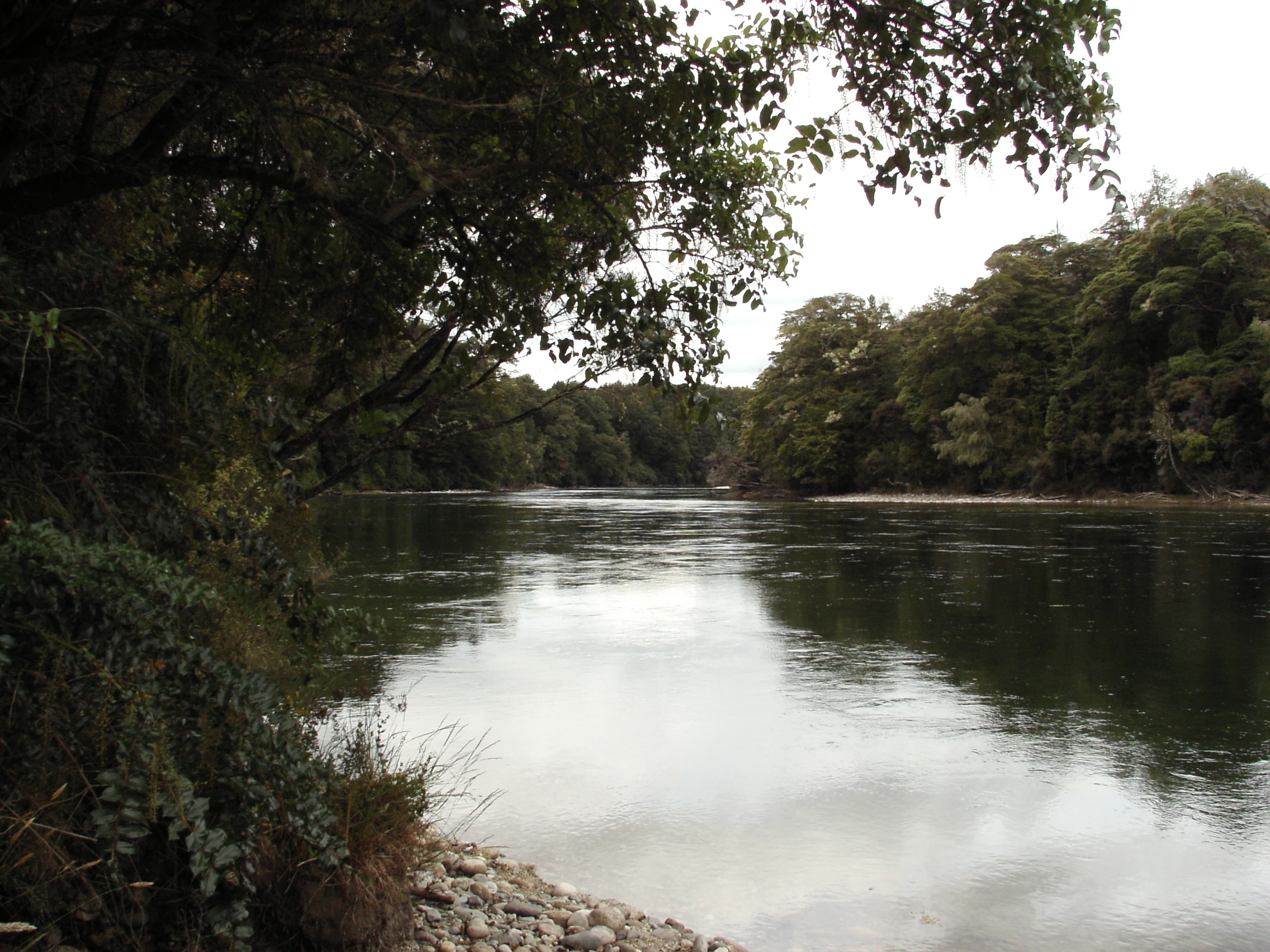
Le Waiau, plus calme

Il trouve sa source au lac Te Anau, coulant 10 km au sud jusqu'au lac Manapouri, d'où il continue vers le sud pour 70 km avant d'atteindre le détroit de Foveaux à 8 km au sud de la ville de Tuatapere. Une partie de ses eaux provient d'un autre lac, le Monowai.
Il servit en tant que lieu de tournage pour la fin du film La Communauté de l'anneau du réalisateur néo-zélandais Peter Jackson ; on voit le Waiau dans les scènes ou les Uruk-hai chassent les membres de la Communauté au long du grand fleuve Anduin.

## Source
- (en) Cet article est partiellement ou en totalité issu de l’article de Wikipédia en anglais intitulé « Waiau River, Southland » (voir la liste des auteurs).